# Meiswinkel (Oberberg)
Meiswinkel ist ein Ort von insgesamt 106 Ortschaften der Gemeinde Reichshof im Oberbergischen Kreis im nordrhein-westfälischen Regierungsbezirk Köln in Deutschland.

## Lage und Beschreibung
Meiswinkel liegt südöstlich der Wiehltalsperre, die nächstgelegenen Zentren sind Gummersbach (24 km nordwestlich), Köln (61 km westlich) und Siegen (45 km südöstlich).

## Geschichte

### Erstnennung
1494 wurde der Ort das erste Mal urkundlich erwähnt. „Henne von Meißwinkel ist Zeuge beim bergischen Grenzumgang um das Eigen in Eckenhagen.“ 
Die Schreibweise der Erstnennung war Meißwinkel.
| Bevölkerungsentwicklung | Bevölkerungsentwicklung |
| Jahr                    | Einwohner               |
| ----------------------- | ----------------------- |
| 1991                    | 120                     |
| 2005                    | 113                     |
| 2006                    | 106                     |
| 2008                    | 113                     |
| 2017                    | 119                     |
| 2018                    | 118                     |
| 2019                    | 112                     |